# Бойниця
Бо́йниця (болг. Бойница) — село у Видинській області Болгарії. Адміністративний центр громади Бойниця.

## Населення
За даними перепису населення 2011 року у селі проживали 456 осіб.
Національний склад населення села:
| Національність   | Кількість осіб | Відсоток |
| ---------------- | -------------- | -------- |
| болгари          | 430            | 99,3%    |
| турки            | 0              | 0%       |
| цигани           | 0              | 0%       |
| інша             | 0              | 0%       |
| не визначились   | 3              | 0,7%     |
| Всього відповіли | 433            |          |

Розподіл населення за віком у 2011 році:
Динаміка населення: